# 劉宗銘
劉宗銘（1949年—）生於埔里，台灣漫畫家、繪本作家。他為小朋友編寫舞台劇、並參加演出。同時他的圖畫故事書「千新鳥」系列描繪深具想像力的豪華奇遇；「妙朋友」、「小福與大牙」等幽默漫畫也結集出可觀的四十多冊傑作。父親是埔里鄉下的老師，或許就是這樣的背景環境，讓劉宗銘保有一份和孩子分享喜樂的愛心，並以創作圖像來表達對小朋友的關愛。

## 學歷
- 國立臺灣藝術專科學校雕塑科

## 經歷
- 劉宗銘曾經與王金選、葉麗娜、林天成在萬華社區大學共同教授基礎漫畫實務班課程[1]。

## 作品

### 漫畫
- 《千新鳥》
- 《鐳的發現》
- 《妙朋友》
- 《小福與大牙》
- 《頑皮貓大牙》

### 繪本
- 《妹妹在哪裡》[2]

## 得獎
- 「鐳的發現」、「歡聲滿庭園」獲教育部社教司1970與1971連環漫畫比賽首獎、入選獎。
- 「妹妹在哪裡」獲洪建全基金會1975年第一屆兒童文學獎圖畫故事組首獎。
- 1989獲鄭彥棻文教基金會第二屆中華兒童文學創作美術類獎。
- 「智助妙妙村」「小福．大福」、「花生象日記」、「哈樂妙事多」、「阿皮．土蛋．妙朋友」、「大肚蛙歷險記」、「愛在一」，於1989～2007年間獲國立編譯館連環圖畫獎、榮譽獎、佳作獎。
- 「形形．色色．總是美」、「藍色星球．驚嘆號」，獲國立編譯館2008與2010優良漫畫優勝首獎。

## 展覽
- 1980年代之後，劉宗銘的興趣轉向純藝術領域，武論是陶板作畫、泥塑作品、油畫等都極為擅長，已開了多次展覽。
- 2021年3月，國立臺灣圖書館舉辦「漫遊世界•童心童畫～劉宗銘作品展」[3]